# Andau
Andau (tiếng Hungary: Mosontarcsa) là một đô thị ở Burgenland, nước Áo. Đô thị này có diện tích 14,3 km², dân số thời điểm ngày 31 tháng 12 năm 2005 là 2453 người, gần biên giới với Hungary. 